# Sylvain Turgeon
Joseph Sylvain Dorilla Turgeon (* 17. Januar 1965 in Rouyn-Noranda, Québec) ist ein ehemaliger  kanadischer Eishockeyspieler, der im Verlauf seiner aktiven Karriere zwischen 1981 und 2002 unter anderem 705 Spiele für die Hartford Whalers, New Jersey Devils, Canadiens de Montréal und Ottawa Senators in der National Hockey League auf der Position des linken Flügelstürmers bestritten hat. Darüber hinaus absolvierte er weitere 205 Spiele für die Wedemark Scorpions, Revierlöwen Oberhausen und Kassel Huskies in der Deutschen Eishockey Liga. Turgeon, der im NHL Entry Draft 1983 an zweiter Gesamtposition ausgewählt wurde, stand im Jahr 1984 im NHL All-Rookie Team und nahm zudem einmal am NHL All-Star Game teil. Zudem gewann er im Jahr 1996 im Trikot der kanadischen Verbandsauswahl den prestigeträchtigen Spengler Cup.

## Karriere
Während seiner Juniorenzeit spielte Turgeon zusammen mit Benoît Doucet bei den Olympiques de Hull in der Ligue de hockey junior majeur du Québec. Nach guten Leistungen wurde er beim NHL Entry Draft 1983 in der ersten Runde als Zweiter von den Hartford Whalers ausgewählt.
Nach der Junioren-Weltmeisterschaft 1983 spielte er ab der Saison 1983/84 für die Whalers. Hier stand er in einer Reihe mit Kevin Dineen und Ron Francis. Mit Schnelligkeit und einem starken Willen setzte er sich in der NHL durch und wurde in seiner ersten Saison ins NHL All-Rookie Team gewählt. Mit ihm und einer Reihe weiterer junger Spieler wie Ray Ferraro entwickelten sich die Whalers zu einem starken Team in der NHL. 1987 schaute man jedoch mehr auf seinen Bruder Pierre, der beim NHL Entry Draft als Erster ausgewählt wurde.
Im Tausch für Pat Verbeek wechselte er im Sommer 1989 zu den New Jersey Devils. Auch hier erzielte er 30 Tore. Im Sommer 1989 unterzog er sich einer Operation wegen eines Leistenbruchs. Wenige Wochen später wurde er an die Canadiens de Montréal für Claude Lemieux abgegeben. Er startete verspätet in die Saison 1990/91, doch eine Verletzung an der Kniescheibe zwang ihn bald zu einer erneuten Pause. Nachdem er in der folgenden Saison die Rückkehr aufs Eis schaffte, holten ihn die Ottawa Senators beim NHL Expansion Draft 1992. Zwei Spielzeiten verbrachte er mit den Senators, bevor er 1995 bei den Houston Aeros in der International Hockey League spielte.
Zur Saison 1996/97 wechselte er nach Europa. Erste Station war der HC Bozen. Nach 23 Spielen dort wechselte er für kurze Zeit in die Schweizer Nationalliga B zum EHC Olten und absolvierte kurz vor dem Jahreswechsel 1996/97 den prestigeträchtigen Spengler Cup im Trikot der kanadischen Verbandsauswahl. Diesen gewann er mit dem Team Canada und war daran als topscorer des Turniers maßgeblich beteiligt. Kurz darauf schloss er sich den Wedemark Scorpions aus der Deutschen Eishockey Liga an. Auch die folgenden Jahre waren wechselreich. Die Saison 1997/98 teilte er zwischen den Revierlöwen Oberhausen in der DEL und dem SC Herisau in der Schweiz. Das Jahr darauf begann er in der Schweiz beim SC Langnau und wechselte bald zu den Kassel Huskies. Hier blieb er bis 2001. Seine letzte Station war in der Saison 2001/02 der HC Thurgau.

## Erfolge und Auszeichnungen
| - 1982 Trophée Michel Bergeron - 1982 LHJMQ First All-Star Team - 1983 Trophée Michael Bossy (gemeinsam mit Pat LaFontaine) - 1983 LHJMQ First All-Star Team - 1984 NHL All-Rookie Team | - 1986 Teilnahme am NHL All-Star Game - 1996 Spengler-Cup-Gewinn mit dem Team Canada - 1996 Topscorer des Spengler Cups - 2001 DEL All-Star Team |

### International
- 1983 Bronzemedaille bei der Junioren-Weltmeisterschaft

## Karrierestatistik

### International
Vertrat Kanada bei:
- Junioren-Weltmeisterschaft 1983

(Legende zur Spielerstatistik: Sp oder GP = absolvierte Spiele; T oder G = erzielte Tore; V oder A = erzielte Assists; Pkt oder Pts = erzielte Scorerpunkte; SM oder PIM = erhaltene Strafminuten; +/− = Plus/Minus-Bilanz; PP = erzielte Überzahltore; SH = erzielte Unterzahltore; GW = erzielte Siegtore; 1 Play-downs/Relegation; Kursiv: Statistik nicht vollständig)

## Familie
Sein jüngerer Bruder Pierre Turgeon war ebenfalls Eishockeyspieler und knapp 20 Jahre lang in der NHL aktiv. Zudem debütierte auch dessen Sohn Dominic Turgeon im Jahre 2018 für die Detroit Red Wings in der höchsten Liga Nordamerikas.